# Parisina (Byron)
Parisina (1816) je romantická lyricko-epická poema (byronská povídka) anglického básníka lorda Georga Gordona Byrona. Jde o šestou a poslední z řady Byronových poem, pro které se vžil název Turecké povídky (Turkish Tales), ačkoliv se jako jediná z nich neodehrává v osmanském světě.

## Vznik a charakteristika poemy
Poema byla pravděpodobně napsána v letech 1812 až 1815 a publikována roku 1816 společně s poemou Obléhání Korintu. Inspirací k jejímu napsání byl příběh Parisiny Malatesty, druhé manželky markýze z Ferrary Niccola III. d'Este v 15. století, tak jak jej popsal britský historik Edward Gibbon ve svém spise Starožitnosti Brunšvického rodu (Antiquities of the House of Brunswick) z druhého svazku jeho posmrtně vydaných Různých prací (1796, Miscellaneous Works). Gibbon zde líčí, jak markýz Niccolò, když zjistí, že ho jeho žena Parisina podvádí s jeho nemanželským synem Ugem d'Este, nechá oba popravit. V poemě změnil Byron jméno markýze na Azo z důvodů „poetického metra", jak naznačuje ve své Předmluvě k poemě.
V Parisině, stejně jako v Nevěstě z Abydu, zobrazuje Byron incestní romantický vztah. Ugo je Parisin nevlastní syn a jejich vztah je nejen cizoložství, ale dle tehdejšího názoru i incest. S velkou pravděpodobností se v tom odráží Byronův hluboký vztah s nevlastní sestrou Augustou, o kterém se objevovali zvěsti, že byl incestní, což byl velmi vážný a skandální přestupek.

## Obsah poemy
Marlýz Azo zjistí, že je mu jeho žena Parisina nevěrná s jeho nemanželským synem, když po návratu z milostné schůzky řekne ve spánku jeho jméno Hugo (Ugo). Hugo byl s Parisinou zasnouben, ale jejich sňatek byl zrušen, protože Azo chtěl Parisinu pro sebe, jejich láska však přetrvala. Jakmile je nevěra odhalena, Azo odsoudí svého syna k smrti stětím a donutí zděšenou Parisinu, aby sledovala Hugovu popravu. Ta při ní vydá výkřik, který naznačuje blížící se šílenství.
To ženy vzkřik byl, šíleněj
nevzkřikla nikdy beznaděj,
a kdo slyšeli tento kvil,
jí přáli, aby slední byl.
Parisin další osud je nejasný. Z Azova zámku zmizela (asi se uchýlila do kláštera) a nikdo se o ní již nezmínil, jako by nikdy nežila. Sám Azo také o Parisině a o Hugovi nemluvil. Znovu se oženil a měl další děti, ale stále truchlil pro ztraceného syna.

## Adaptace

### Hudba

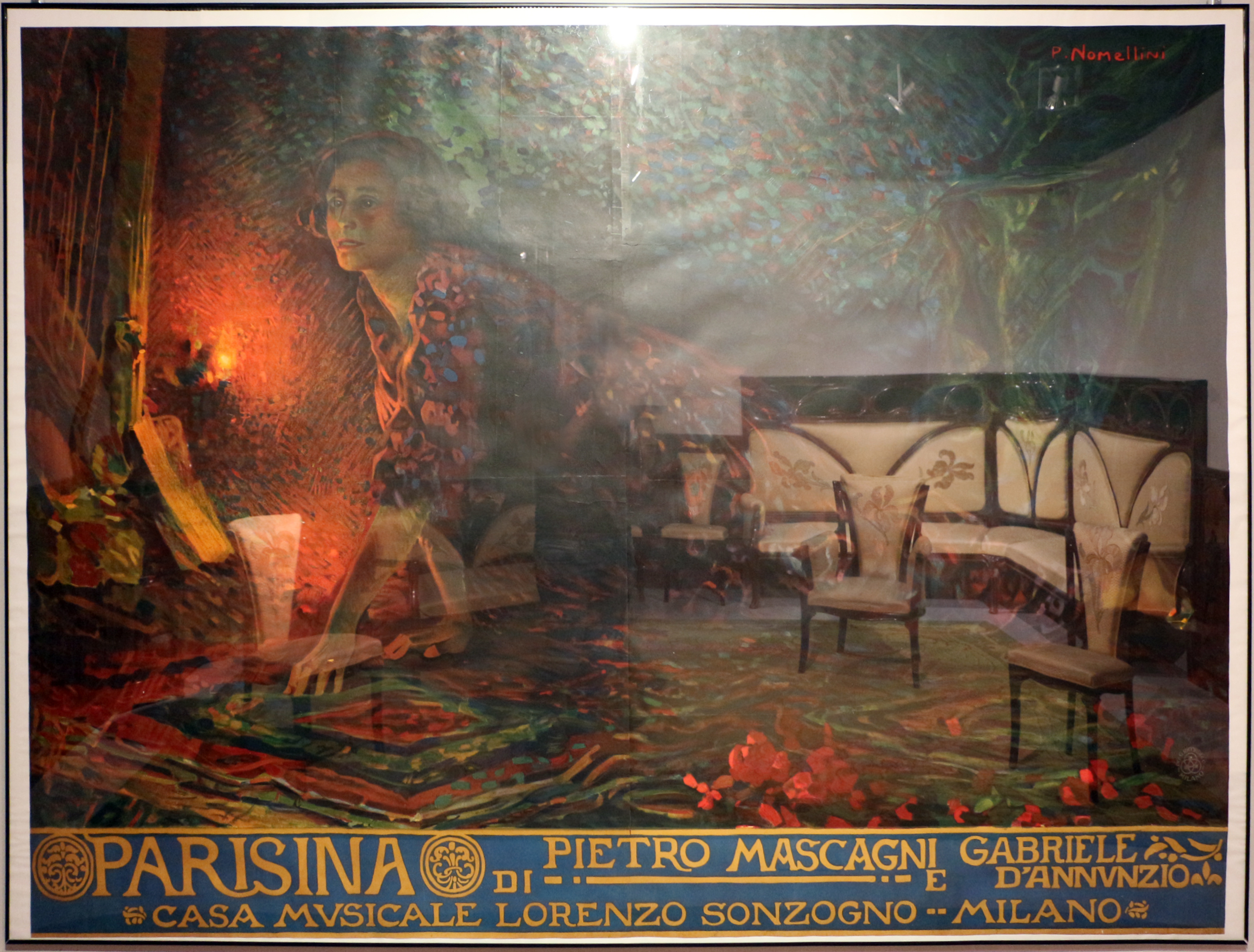
Plakát k premiéře Mascagniho opery Parisina

- Gaetano Donizetti: Parisina nebo také Parisina d'Este (1833), opera italského skladatele, libreto Felice Romani.[5]
- Tomás Giribaldi: La Parisina (1878), opera uruguayského skladatele na upravené libreto Feliciho Romaniho.[6]
- Pietro Mascagni: Parisina (1913), , opera italského skladatele, libreto Gabriele d'Annunzio.[7]

### Divadlo
- Antonio Soma: Parisina (1835), tragédie italského dramatika.[8]
- Laughton Osborn: Ugo da Este (1861), tragédie amerického dramatika.[8]

### Malířství
Dílo inspirovalo k vlastní tvorbě například anglické malíře Thomase Jonese Barkera a Forda Madoxe Browna. Brownův obraz Parisina's Sleep (1842, Parisin spánek) je dnes ztracen, ale zachovaly se studie k tomuto obrazu.

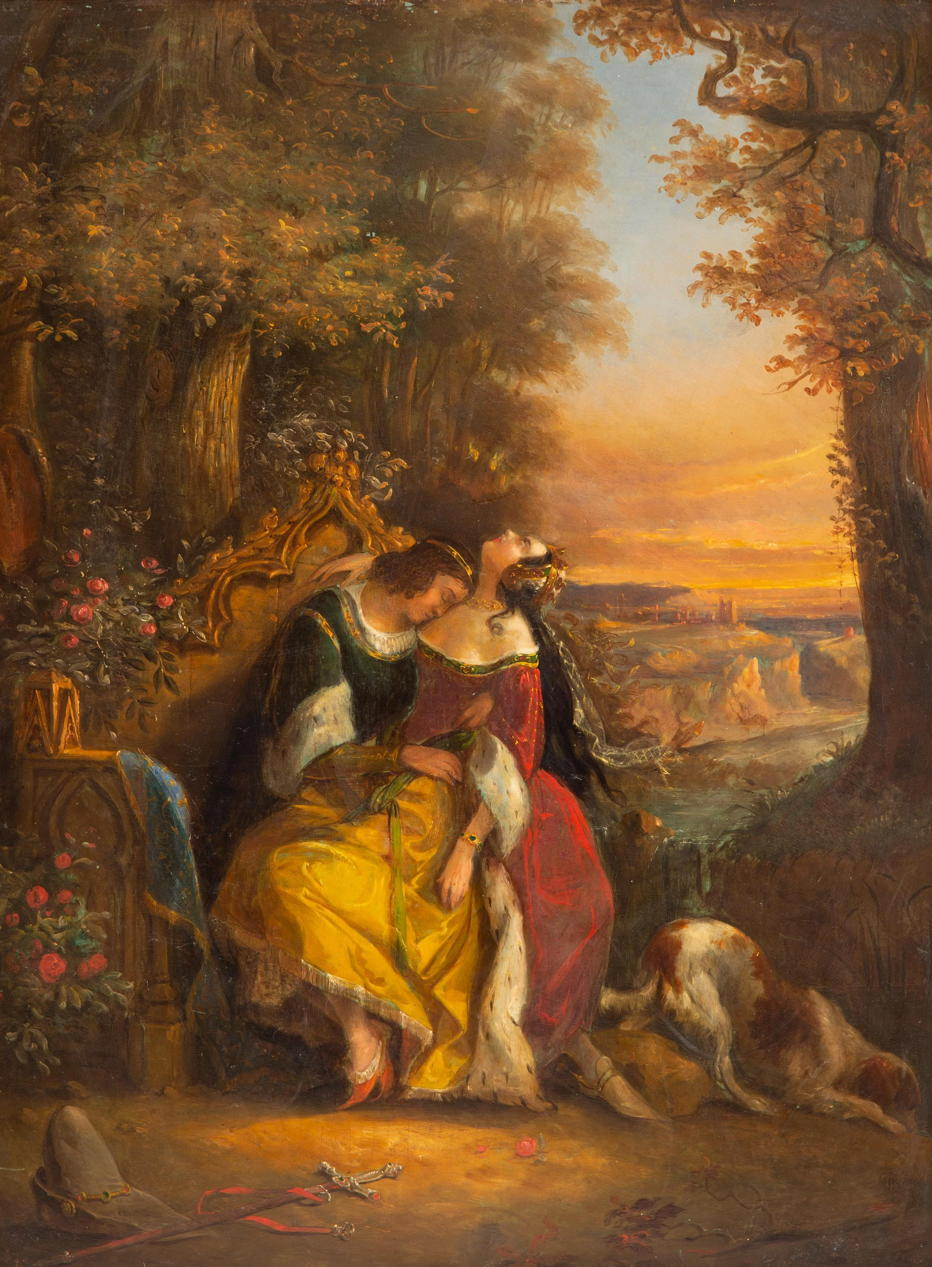
Thomas Jones Barker: Parisina (1842)
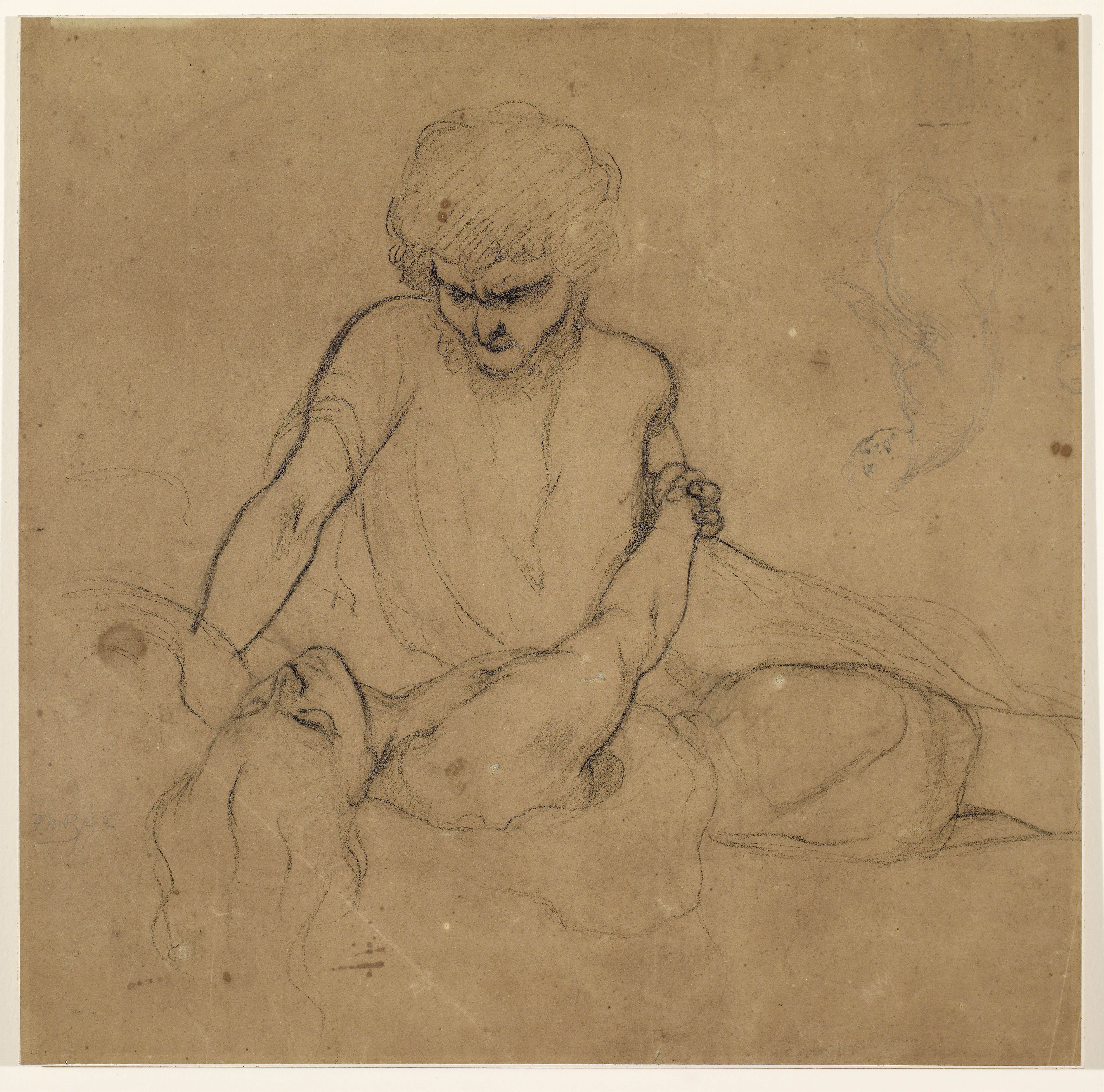
Ford Madox Brown: Azo a Parisina (1842), studie
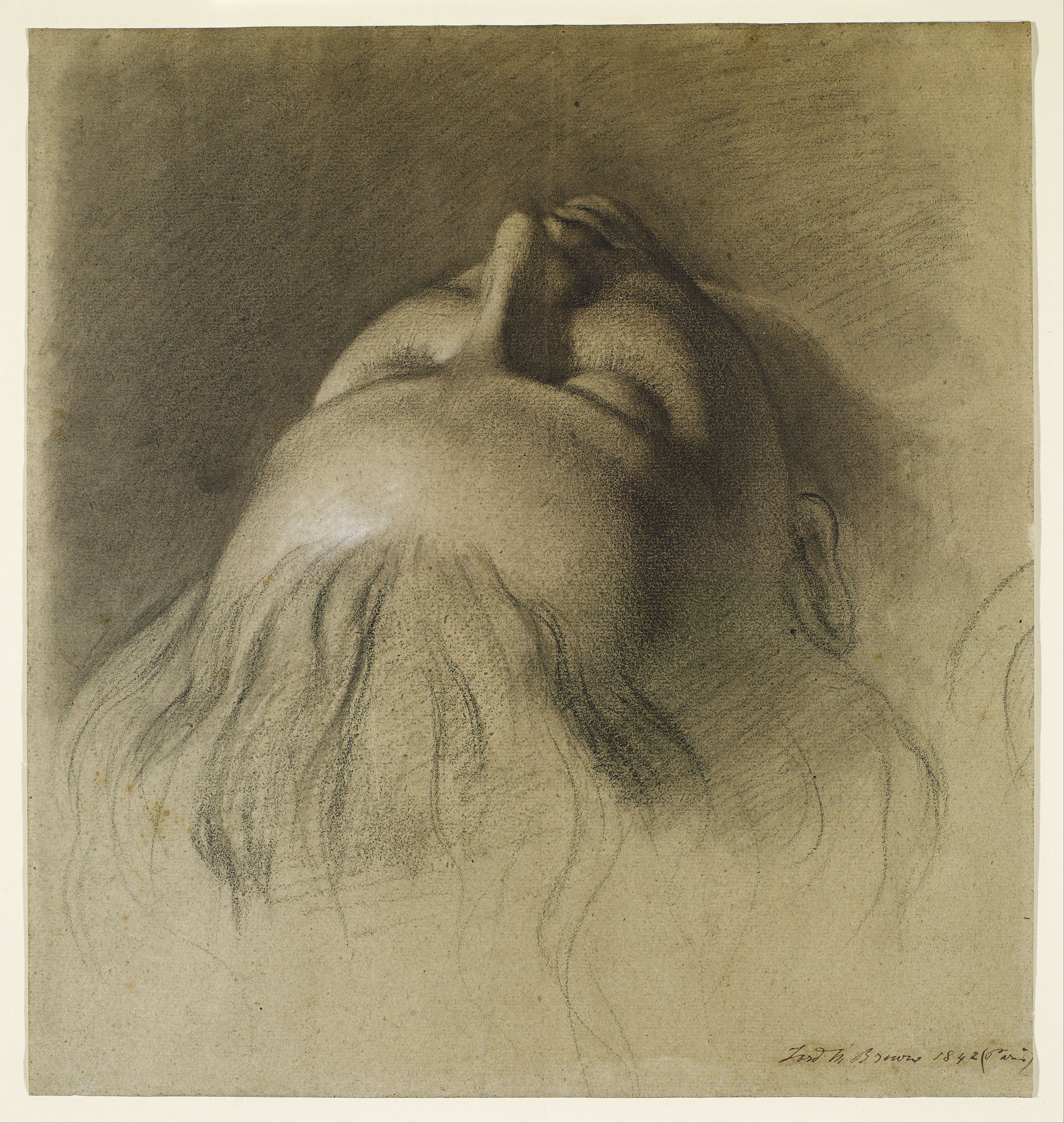
Ford Madox Brown: Parisina (1842), studie
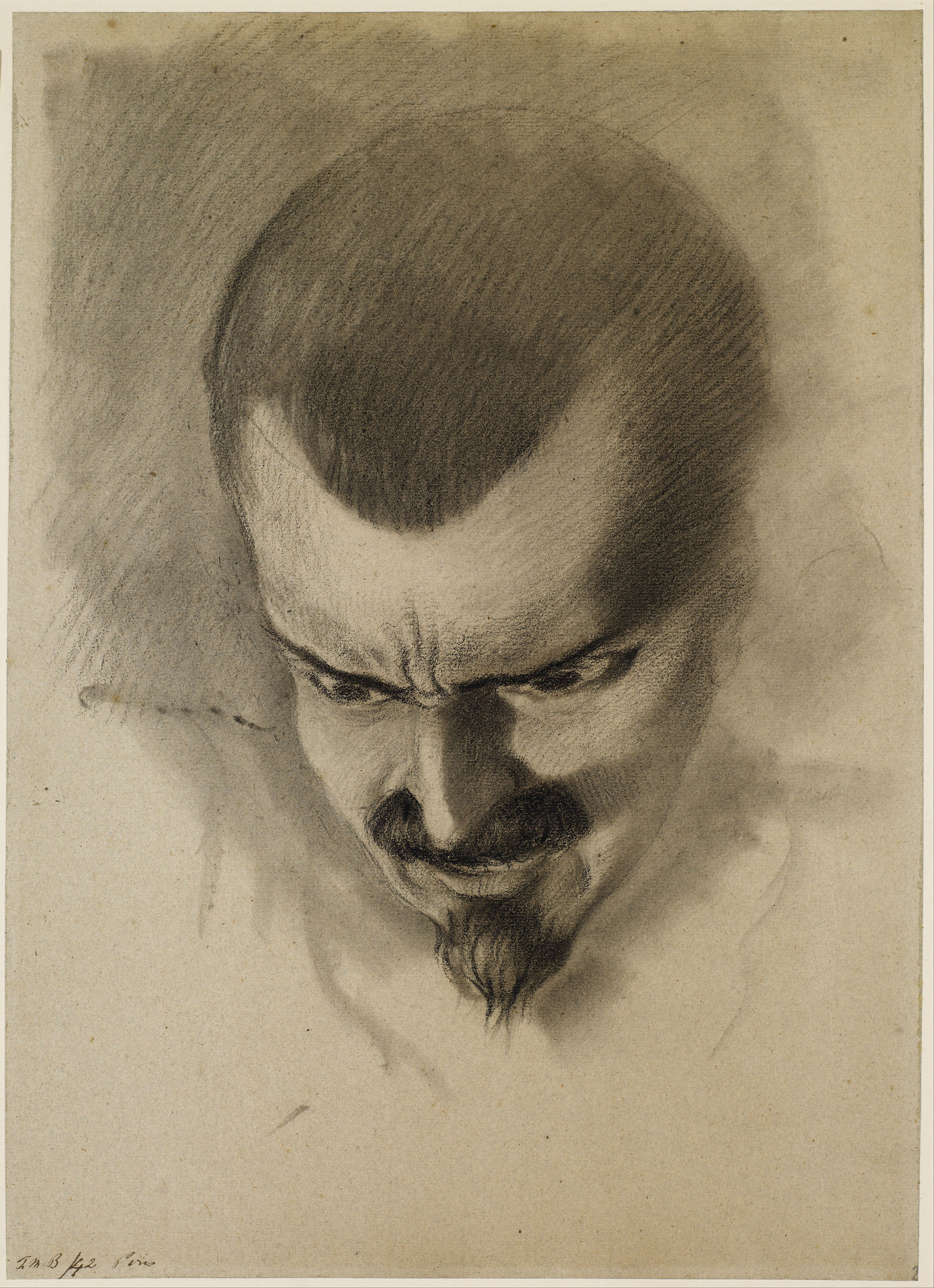
Ford Madox Brown: Azo (1842), studie

## Česká vydání
- Parisina, in Josefa Jaroslava Kaliny Básnické spisy, Praha: Ignác Leopold Kober 1874, překlad Josef Jaroslav Kalina.
- Parisina, Praha: Jan Otto 1904, překlad Antonín Klášterský.